# Concepción del Bramador
Concepción del Bramador är en ort i Mexiko.   Den ligger i kommunen Talpa de Allende och delstaten Jalisco, i den sydvästra delen av landet, 600 km väster om huvudstaden Mexico City. Concepción del Bramador ligger 888 meter över havet och antalet invånare är 298.
Terrängen runt Concepción del Bramador är kuperad åt sydväst, men åt nordost är den bergig. Terrängen runt Concepción del Bramador sluttar söderut. Runt Concepción del Bramador är det glesbefolkat, med 11 invånare per kvadratkilometer. Concepción del Bramador är det största samhället i trakten. I omgivningarna runt Concepción del Bramador växer i huvudsak lövfällande lövskog.